# 约翰·爱德华·格雷
约翰·爱德华·格雷 FRS（英語：John Edward Gray，1800年2月12日—1875年3月7日），英国动物学家，1833年和他人一起創立英国皇家昆虫学会。1840年至1874年聖誕節任大英博物馆动物学部门负责人，之後倫敦博物館的自然歷史藏品轉入了倫敦自然歷史博物館。他是藥理學家及植物學家塞繆爾·弗雷德里克·格雷的兒子，喬治·羅伯特·格雷的長兄。

## 由其命名或用以紀錄他的分類單元
约翰·爱德华·格雷是其中一名享負成名的動物分類學家，單是爬蟲類的命名已超越300種，僅次於其在大英博物館的後人喬治·阿爾貝·布蘭潔、阿爾伯特·甘瑟及美國動物學家愛德華·德林克·科普。

## 外部連結
- . . London: Smith, Elder & Co. 1885–1900.
- John Edward Gray, the Indian Pond Heron and Walsall （页面存档备份，存于） (RSPB Walsall Local Group)
- Works by J. E. Gray on Internet Archive